# Robert Gesink
Robert Gesink (ur. 31 maja 1986 w Varsseveld) – holenderski kolarz szosowy.
Jako młody kolarz pokazał się z bardzo dobrej strony w wielu wyścigach UCI ProTour, zajmując w klasyfikacjach generalnych czołowe lokaty, m.in. był drugi w Tour de Pologne (2007), czwarty w Paryż-Nicea (2008), piąty w Deutschland Tour (2007) i siódmy w Vuelta a España (2008). Dziesiąty kolarz igrzysk olimpijskich w Pekinie w wyścigu ze startu wspólnego.
We wrześniu 2010 wygrał ostatni wyścig zaliczany do cyklu UCI ProTour – pierwszą edycję Grand Prix Cycliste de Montréal, a trzy lata później do „kanadyjskiego kompletu” dołożył Grand Prix Cycliste de Québec. Wcześniej wygrał dwa wyścigi wieloetapowe: w 2011 Tour of Oman, a w 2012 Tour of California.

## Najważniejsze osiągnięcia
2006
- 1. miejsce w Circuito Montañés
  - 1. miejsce na 6. etapie
- 1. miejsce w Settimana Ciclistica Lombarda
  - 1. miejsce na 3. etapie
- 2. miejsce w Tour de l’Avenir

2007
- 1. miejsce na 4. etapie Dookoła Belgii
- 5. miejsce w Deutschland Tour
- 2. miejsce w Tour de Pologne

2008
- 1. miejsce na 3. etapie Tour of California
- 4. miejsce w Paryż-Nicea
- 4. miejsce w La Flèche Wallonne
- 4. miejsce w Critérium du Dauphiné Libéré
- 10. miejsce w igrzyskach olimpijskich w Pekinie (ze startu wspólnego)
- 7. miejsce w Vuelta a España

2009
- 1. miejsce w Giro dell’Emilia
- 3. miejsce w Amstel Gold Race
- 6. miejsce w Vuelta a España

2010
- 5. miejsce w Tirreno-Adriático
- 5. miejsce w Tour de Suisse
  - 1. miejsce na 6. etapie
- 6. miejsce w Tour de France
- 3. miejsce w Grand Prix Cycliste de Québec
- 1. miejsce w Grand Prix Cycliste de Montréal
- 1. miejsce w Giro dell’Emilia

2011
- 1. miejsce w Tour of Oman
  - 1. miejsce na 4. i 5. etapie
- 2. miejsce w Tirreno-Adriático
  - 1. miejsce na 1. etapie (TTT)
- 3. miejsce w Vuelta al País Vasco
- 2. miejsce w Grand Prix Cycliste de Québec

2012
- 1. miejsce w Tour of California
  - 1. miejsce na 7. etapie
- 4. miejsce w Tour de Suisse
- 6. miejsce w Vuelta a España

2013
- 1. miejsce w Grand Prix Cycliste de Québec
- 3. miejsce w Mallorca Challenge
- 6. miejsce w Volta a Catalunya
- 8. miejsce w Tour of Beijing
- 10. miejsce w Giro di Lombardia

2014
- 5. miejsce w Tour Down Under
- 8. miejsce w Tour de Pologne

2015
- 9. miejsce w Tour de Suisse
- 6. miejsce w Tour de France
- 8. miejsce w Grand Prix Cycliste de Montréal

2016
- 1. miejsce na 14. etapie Vuelta a España

2017
- 8. miejsce w Tour Down Under

2018
- 10. miejsce w Tour Down Under
- 8. miejsce w Clásica de San Sebastián

## Rankingi
| Rok                | 2005 | 2006 | 2007 | 2008 | 2009 | 2010 | 2011 | 2012 | 2013 | 2014 | 2015 | 2016  | 2017  | 2018 | 2019 | 2020 | 2021  | 2022 | 2023  | 2024  |
| ------------------ | ---- | ---- | ---- | ---- | ---- | ---- | ---- | ---- | ---- | ---- | ---- | ----- | ----- | ---- | ---- | ---- | ----- | ---- | ----- | ----- |
| UCI ProTour        | -    | -    | 27.  | 41.  |      |      |      |      |      |      |      |       |       |      |      |      |       |      |       |       |
| UCI World Calendar |      |      |      |      | 10.  | 6.   |      |      |      |      |      |       |       |      |      |      |       |      |       |       |
| UCI World Tour     |      |      |      |      |      |      | 17.  | 39.  | 35.  | 78.  | 41.  | 79.   | 100.  | 89.  |      |      |       |      |       |       |
| World Ranking      |      |      |      |      |      |      |      |      |      |      |      | 143.  | 183.  | 162. | 382. | 645. | 1098. | 586. | 1527. | 1326. |
| UCI Europe Tour    | 777. | 13.  |      |      |      |      |      |      |      |      |      | 1296. | 1105. | -    | 304. | 525. | 814.  | 458. | -     | -     |
| UCI Asia Tour      | -    | -    |      |      |      |      |      |      |      |      |      | -     | -     | 151. |      |      |       |      |       |       |
|                    |      |      |      |      |      |      |      |      |      |      |      |       |       |      |      |      |       |      |       |       |
| Źródło: UCI        |      |      |      |      |      |      |      |      |      |      |      |       |       |      |      |      |       |      |       |       |